# 大路街道
大路街道，是中华人民共和国重庆市璧山区下辖的一个乡镇级行政单位。

## 行政区划
大路街道下辖以下地区：
红石社区、接龙社区、六合社区、福里村、四维村、郭家村、龙泉村、三台村、大堂村、大沟村、大竹村、新房村、三担村、团坝村、阳河村、三江村和高拱村。